# Almunge församling
Almunge församling är en församling i Almunge pastorat i Uppsala kontrakt i Uppsala stift i Svenska kyrkan. Församlingen ligger i Uppsala kommun i Uppsala län.

## Administrativ historik
Församlingen har medeltida ursprung och utgjorde till 1974 ett eget pastorat. Från 1974 är den moderförsamling i pastoratet Almunge, Knutby, Faringe och Bladåker, där Knutby och Bladåker från 2010 ersatts av Knutby-Bladåkers församling.

## Kyrkor
- Almunge kyrka